# Galicia-klassen
Galicia-klassen består af to amfibie-dokskibe i Armada Española. Skibenes engelske NATO-betegnelse er Landing Platform Dock (LPD). Skibene er en variant af den hollandske Koninklijke Marines Rotterdam-klasse. Begge skibe blev bygget af Navantia-værftet i det nordvestlige Spanien.

## Historie
Den spanske marine søgte i 1987 efter en efterfølger til amfibie-dokskibet Galica (L31) af den amerikanske Casa Grande-klasse fra 2. verdenskrig. Efterfølgende skulle også L22 Aragón erstattes.
I 1990 underskrev den spanske og hollandske regering en hensigtserklæring om et samarbejde der skulle munde ud i to skibe til hvert land. I januar 1993 begyndte arbejdet med at fastlægge specifikationerne til disse skibe, dette arbejde var færdiggjort ved udgangen af 1993.
Skibene er efter deres tilgang til flåden blevet benyttet til humanitær hjælp ved naturkatastrofer især i Sydøstasien og i Caribien. Begge skibe blev også benyttet i slutningen af krigen i Bosnien-Hercegovina

## Teknik
Skibene er agter udstyret med en dok til landgangsfartøjer samt en stor helipad hvor flere helikoptere kan lande og lette samtidig.
Skibene har kapacitet til at medbringe en fuldt udrustet infanteribataljon på 600 mand og kan på det 1010 kvadratmeter store vogndæk laste 170 M113 PMV eller 33 M60 Patton kampvogne. Skibene er desuden udrustet med et hospital med en operationsstue og et laboratorium. Våbenlasten kan holde alle slags våben inklusiv plads til 30 torpedoer.

## Skibe i klassen
| Pennant | Navn     | Kølen lagt | Søsat         | Indgået        | Skæbne     | Kaldesignal |
| ------- | -------- | ---------- | ------------- | -------------- | ---------- | ----------- |
| L51     | Galicia  | Maj 1996   | 21. juli 1997 | 29. april 1998 | I tjeneste | EBAX        |
| L52     | Castilla | Maj 1997   | 14. juni 1999 | 26. juni 2000  | I tjeneste | EBAY        |

## Eksterne links
- Wikimedia Commons har flere filer relateret til Galicia-klassen
- ACP113 (AG) (Webside ikke længere tilgængelig)
- Galicia-klassen på Armada Española (Spansk)